# La Roseraie (film)
Pour plus de détails, voir Fiche technique et Distribution.
La Roseraie (titre original : The Rose Garden) est un film de procès américano-germano-autrichien réalisé par Fons Rademakers, sorti en 1989,,.

## Synopsis
Dans l'aéroport de Francfort, Aaron Reichenbach, un survivant de l'Holocauste attaque l'ancien officier nazi Arnold Krenn. Ce dernier porte plainte pour agression. Le procès qui opposera les deux hommes et surtout son issue démontrent comment une partie de la population allemande de l'époque continue de résister à accepter l'Holocauste.

## Fiche technique
- Titre original : The Rose Garden
- Titre français : La Roseraie
- Réalisation : Fons Rademakers
- Scénario : Artur Brauner[4], Paul Hengge
- Histoire : Günther Schwarberg, d'après sa nouvelle Der SS-Arzt und die Kinder (non crédité)
- Directeur artistique : Jan Schlubach
- Chef décorateur : Jan Schlubach
- Costumes : Monika Jacobs
- Maquillage : Karin Bauer-Hurst
- Directeur de la photographie : Gernot Roll
- Montage : Kees Linthorst
- Musique : Egisto Macchi
- Producteurs : Artur Brauner. Yoram Globus, Christopher Pearce et Menahem Golan (non crédité)
- Société(s) de production : Central Cinema Company Film (CCC), Pathé, Zweites Deutsches Fernsehen (ZDF), Österreichischer Rundfunk (ORF)
- Société(s) de distribution : Cannon Film Distributors (États-Unis)
- Pays de production :  États-Unis,  Allemagne de l'Ouest,  Autriche
- Année : 1989
- Langue originale : allemand, anglais
- Format : couleur – 35 mm – 1,85:1 – Dolby
- Genre : Film dramatique
- Durée : 112 minutes
- Dates de sortie : 
  - États-Unis : 22 décembre 1989 (Los Angeles, Californie)

## Distribution
- Liv Ullmann : Gabriele Schlüter-Freund, avocate
- Maximilian Schell : Aaron Reichenbach
- Peter Fonda : Herbert
- Jan Niklas : Paessler
- Hanns Zischler : Eckert
- Kurt Hübner : Arnold Krenn (inspiré de Arnold Strippel)
- Georg Marischka : Brinkmann
- Gila Almagor : Ruth, soeur de Aaron
- Lena Müller : Tina
- Nicolaus Sombart : le juge
- Özay Fecht : Mr Marques
- Achim Ruppel : Klaus
- Friedhelm Lehmann : Pr Stauffer
- Mareike Carrière : Mme Moerbler
- Lutz Weidlich : Schubert
- Peter Kortenbach : Emminger
- Marco Kröger : Harald
- Hans-Jürgen Schatz : Hrudek
- Dagmar Cassens : Dr Kurth
- Horst D. Scheel : médecin
- Roland Schäfer : médecin nazi
- Uwe Schawz : Unterscharfuehrer
- Rolf Mautz : Rottenfuehrer
- Martin Hoppe : Krenn jeune
- Helga Sloop : vieille dame
- Helmut Krauss : chauffeur de taxi
- Hans Martin Stier : patient
- Barbara Werz : Mme Hasold
- Sylvia Martin : Mme Stülp
- Andreas Schmidt : Vladimir
- Deirdre Fitzpatrick : Helga
- Ines Fridman : Rachel Reichenbach
- Evelyn Kussmann : Ruth Reichenbach
- Ute Brankatsch : journaliste
- Jean-Theo Jost : officier de justice

## Récompenses et distinctions

### Nominations
- 47e cérémonie des Golden Globes (1990) : Meilleure actrice dans un film dramatique pour Liv Ullmann

- Deutscher Filmpreis 1990 :
  - Outstanding Feature Film
  - Meilleure actrice dans un film pour Liv Ullmann